# Lijst van nummer 1-albums in de UK Albums Chart in 2013
Onderstaande albums stonden in 2013 op nummer 1 in de UK Albums Chart. De albumlijst wordt wekelijks samengesteld door The Official Charts Company.
| Nummer | Datum        | Artiest           | Titel                                                         |
| ------ | ------------ | ----------------- | ------------------------------------------------------------- |
| 964    | 6 januari    | Calvin Harris     | 18 Months                                                     |
| 939    | 13 januari   | Emeli Sandé       | Our version of events                                         |
| 970    | 20 januari   | Les Misérables    | Les Misérables: Highlights from the motion picture soundtrack |
|        | 27 januari   | Les Misérables    | Les Misérables: Highlights from the motion picture soundtrack |
| 971    | 3 februari   | Biffy Clyro       | Opposites                                                     |
| 970    | 10 februari  | Les Misérables    | Les Misérables: Highlights from the motion picture soundtrack |
|        | 17 februari  | Les Misérables    | Les Misérables: Highlights from the motion picture soundtrack |
| 939    | 24 februari  | Emeli Sandé       | Our version of events                                         |
|        | 3 maart      | Emeli Sandé       | Our version of events                                         |
| 972    | 10 maart     | Bastille          | Bad blood                                                     |
| 973    | 17 maart     | David Bowie       | The next day                                                  |
| 974    | 24 maart     | Justin Timberlake | The 20/20 experience                                          |
|        | 31 maart     | Justin Timberlake | The 20/20 experience                                          |
|        | 7 april      | Justin Timberlake | The 20/20 experience                                          |
| 975    | 14 april     | Paramore          | Paramore                                                      |
| 976    | 21 april     | Michael Bublé     | To be loved                                                   |
|        | 28 april     | Michael Bublé     | To be loved                                                   |
| 977    | 5 mei        | Rudimental        | Home                                                          |
| 978    | 12 mei       | Caro Emerald      | The shocking miss Emerald                                     |
| 979    | 19 mei       | Rod Stewart       | Time                                                          |
| 980    | 26 mei       | Daft Punk         | Random access memories                                        |
|        | 2 juni       | Daft Punk         | Random access memories                                        |
| 981    | 9 juni       | Disclosure        | Settle                                                        |
| 982    | 16 juni      | Black Sabbath     | 13                                                            |
| 983    | 23 juni      | Kanye West        | Yeezus                                                        |
| 984    | 30 juni      | Tom Odell         | Long way down                                                 |
| 960    | 7 juli       | Mumford & Sons    | Babel                                                         |
| 985    | 14 juli      | Jay-Z             | Magna carta... Holy grail                                     |
| 986    | 21 juli      | Robin Thicke      | Blurred lines                                                 |
| 987    | 28 juli      | Jahméne Douglas   | Love never fails                                              |
| 988    | 4 augustus   | Richard & Adam    | The impossible dream                                          |
|        | 11 augustus  | Richard & Adam    | The impossible dream                                          |
|        | 18 augustus  | Richard & Adam    | The impossible dream                                          |
|        | 25 augustus  | Richard & Adam    | The impossible dream                                          |
| 989    | 1 september  | Avenged Sevenfold | Hail to the king                                              |
| 990    | 8 september  | The 1975          | The 1975                                                      |
| 991    | 15 september | Arctic Monkeys    | AM                                                            |
|        | 22 september | Arctic Monkeys    | AM                                                            |
| 992    | 29 september | Kings of Leon     | Mechanical bull                                               |
| 993    | 6 oktober    | Haim              | Days are gone                                                 |
| 994    | 13 oktober   | Miley Cyrus       | Bangerz                                                       |
| 995    | 20 oktober   | John Newman       | Tribute                                                       |
| 996    | 27 oktober   | Katy Perry        | Prism                                                         |
| 997    | 3 november   | Arcade Fire       | Reflektor                                                     |
| 998    | 10 november  | Eminem            | The Marshall Mathers lp 2                                     |
| 999    | 17 november  | Lady Gaga         | Artpop                                                        |
| 1000   | 24 november  | Robbie Williams   | Swings both ways                                              |
| 1001   | 1 december   | One Direction     | Midnight memories                                             |
|        | 8 december   | One Direction     | Midnight memories                                             |
| 1000   | 15 december  | Robbie Williams   | Swings both ways                                              |
|        | 22 december  | Robbie Williams   | Swings both ways                                              |
|        | 29 december  | Robbie Williams   | Swings both ways                                              |